# اودا کاتسوناگا
اودا کاتسوناگا (به ژاپنی: 織田 勝長 Oda Katsunaga) (۱۵۶۸، ۲۱ جون، ۱۵۸۲) یک سامورایی در دوره آزوچی-مومویاما و پنجمین پسر اودا نوبوناگا بود. او در پی وقایع مربوط به کودتای آکچی میتسوهیده و دفاع از خاندان خود به قتل رسید.

## بررسی اجمالی
گفته می‌شود پس از اینکه تویاما کاگه‌تو، ارباب قلعه ایوامورا در ولایت مینو (شهر انا، گیفو، استان گیفو)، در ۱۴ اوت ۱۵۷۲ درگذشت، پسر پنجم اودا نوبوناگا  اودا کاتسوناگا  به عنوان فرزندخوانده وارد قلعه ایوامورا شد. خاندان تویاما هم تابع خاندان تاکدا و هم خاندان اودا بود. طبق شجره‌نامه، همسر تویاما کاگه‌تو، اوتسویا نو کاتا، خاله نوبوناگا بود که از خاندان اودا آمده بود. تویاما کاگه‌تو بدون وارث درگذشت، بنابراین به درخواست یک جناح وابسته در خانواده تویاما که از طرف اودا حمایت می‌کرد، فرزند نوبوناگا را به فرزندخواندگی دریافت کرد و او را جانشین خاندان تویاما کرد. در نتیجه، خاندان تویاما در اردوگاه خاندان اودا گنجانده شد.
در نوامبر همان سال، در طی عملیات سیجو تاکدا شینگن در ولایت کای به این منطقه وارد شد، آکی‌یاما نوبوتومو ملازم تاکدا به عنوان یک نیروی جدا شده از ولایت شینانو به ولایت مینو حمله کرد و قلعه ایوامورا را محاصره کرد. قلعه ایوامورا تسلیم شد زیرا ملازمان طرفدار تاکدا به این درخواست پاسخ دادند. گفته می‌شود که با طرف تاکدا توافق‌نامه صلح به شرطی بسته شد که اوتسویا نو کاتا، آکی‌یاما نوبوتومو را به عنوان شوهر خود بپذیرد و فرزندخوانده خود را بزرگ کند. در ۱۴ نوامبر، ارتش تاکدا وارد قلعه ایوامورا شد.

## خانواده
- پدر: اودا نوبوناگا (۱۵۳۶–۱۵۸۲)
- برادران:
  - اودا نوبوتادا (۱۵۵۷–۱۵۸۲)
  - اودا نوبوکاتسو (۱۵۵۸–۱۶۳۰)
  - اودا نوبوتاکا (۱۵۵۸–۱۵۸۳)
  - هاشیبا هیده‌کاتسو (۱۵۶۷–۱۵۸۵)
  - اودا کاتسوناگا(۱۵۶۸–۱۵۸۲)
  - اودا نوبوهیده (۱۵۷۱–۱۵۹۷)
  - اودا نوبوتاکا (۱۵۷۶–۱۶۰۲)
  - اودا نوبویوشی (۱۵۷۳–۱۶۱۵)
  - اودا نوبوسادا (۱۵۷۴–۱۶۲۴)
  - اودا نوبویوشی (مرگ ۱۶۰۹)
  - اودا ناگاتسوگو (مرگ ۱۶۰۰)
  - اودا نوبوماسا (۱۵۵۴–۱۶۴۷)
- خواهران:
  - توکوهیمه (۱۵۵۹–۱۶۳۶)
  - فویوهیمه (۱۵۶۱–۱۶۴۱)
  - هیده‌کو (مرگ ۱۶۳۲)
  - ای هیمه (۱۵۷۴–۱۶۲۳)
  - هون‌این
  - سان نو مارو دونو (مرگ ۱۶۰۳)
  - تسوروهیمه (همسر ناکاگاوا هیده‌ماسا)
- پسر: اودا کاتسویوشی